# Перантинос, Никос
Никос Перантинос (греч. Νίκος Περαντινός; 1910, Афины — 1991, Афины) — греческий скульптор, видный представитель классической концепции скульптуры 20-го века в Греции, находившийся под глубоким воздействием древней греческой скульптуры и европейского классицизма.

## Биография
Перантинос родился в 1910 году в Афинах, но его родители были уроженцами острова Парос. Учился скульптуре в Афинской Высшей школе Изящных искусств с 1928 года по 1933 год у скульптора Томаса Томопулоса.
Постигал секреты мрамора, работая у мраморщика Элефтерия Панусиса.
В 30-е годы скульптор Константинос Димитриадис и его мастерская стали ещё одной школой Перантиноса.
С 1935 года по 1940 год работал в мастерской скульптора Михалиса Томброса.
В 1941 году Перантинос был назначен постоянным скульптором при Национальном археологическом музее Афин, но оставил этот пост в 1947 году, получив стипендию Афинской французской академии, чтобы продолжить своё образование в Париже. Здесь он посещал уроки скульптуры в Академии Жюлиан (Αcademie Julian) и Высшей школе Изящных Искусств (Ecole Superiere des Beaux Arts). В 1949 году его работа «Олимпия» получила бронзовую медаль на Парижском художественном салоне.
Перантинос вернулся в Грецию и к своей работе в археологическом музее в 1951 году, где участвовал в реставрации значительных древних скульптур (Курос Суниона, Аристодикос, Конь Артемисиона). В 1974 году он создал частную, но бесплатную, школу скульптуры на острове Парос.
В 1972 году Перантинос был награждён 1-й Национальной премией изобразительных искусств, и в марте 1991 года, за несколько месяцев до его кончины, Афинская Академия наградила его «Отличием искусств». Перантинос принял участие во многих выставках в Греции и за рубежом (Бьенале Венеция 1936 год и 1955 год, Бьенале Александрия 1955 год).

## Работы

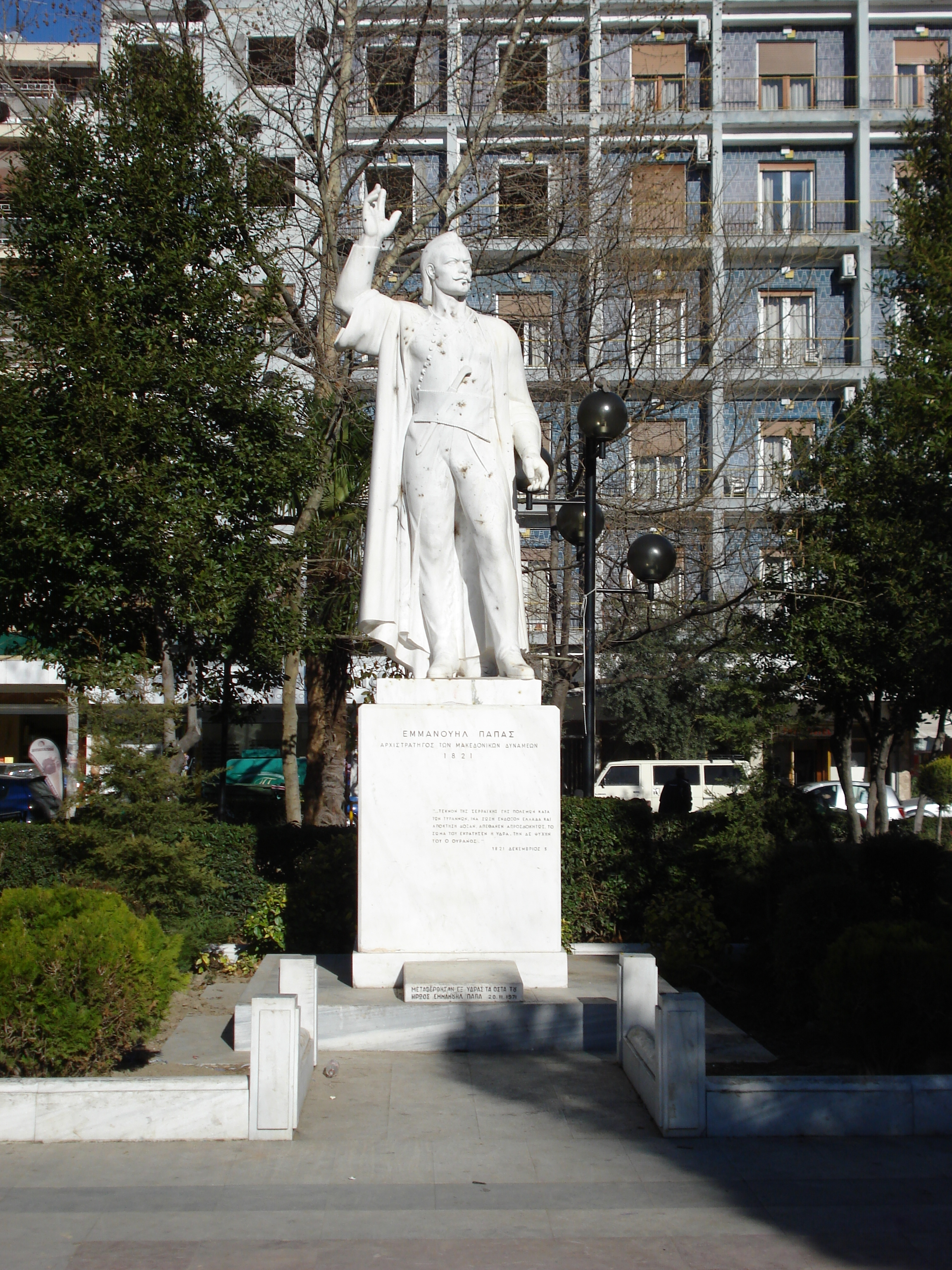
Статуя Эммануила Паппаса в Серре, Греция.

Перантинос, в течение всей своей художественной деятельности, оставался художником-антропоцентристом, который, следуя идеализированным образцам древнегреческой скульптуры, с динамическим реализмом придавал человеческим формам дух древнего греческого ваяния.
Перантинос, писал Стелиос Лидакис, остался верным своим идеалам и не отклонился от избранного им пути. В значительной мере этому способствовало его близость и ежедневный контакт с древней греческой скульптурой. Перантинос, согласно Лидакису, выделяется среди греческих скульпторов тем, что передаёт факел, принятый им от древних ваятелей и поколения Томопулоса, Халепаса и других.

Перантинос с успехом занялся монументальной скульптурой, образцами которой стали статуи «Греческий гвардеец Балканских войн» (1963), установленной на центральной площади Ламии
и Эммануила Паппаса (1966) в городе Серре, Центральная Македония.
В своих бюстах из мрамора и бронзы Перантинос остаётся в рамках идеалистического взгляда на скульптуру, характерными образцами которого являются бюсты композитора Каломириса (1973, Культурный центр афинского муниципалитета) и «Платон» (1974, Академия Платона, пересечение улиц Платона и Тилефанус).

Среди множества его работ можно перечислить следующие:
- «Голова подростка» (1934, Национальная галерея)
- «Отдыхающая спортсменка» (1936), украшает здание Европейского парламента в Страсбурге.
- «Голова дочери острова Парос» (1936).
- «Лучник» (1937, Министерство Культуры).
- «Олимпия» (1949).
- «Памяти Спироса Луиса» (1989, бронза, пешеходный проход Эвфорионос, Панкратий, Афины).
- «Память» (1989, бронза, Афины, пересечение проспектов Королев Амалии и Ольги).

После 1955 года Перантинос занялся изготовлением медалей, на которых были изображены Казандзакис, Никос, Гизис, Николаос, Кавафис, Константинос, Сикелианос, Ангелос, Мария Каллас и другие. В 1979 году он создал памятную золотую монету достоинством в 10000 драхм, по случаю вступления Греции в Европейский Союз.
Работы Перантиноса находятся в Афинах и других городах Греции (Национальная галерея, Галерея муниципалитета Афин, Афинский университет, Афинская Академия, Галерея муниципалитета Родос, Галерея Янина, Галерея муниципалитета Каламата, Педагогическая академия Александруполис и в частных коллекциях), а также в министерстве образования Франции, в институте искусств Кеннеди в Вашингтоне и т. д.

## Музей скульптуры Никос Перантинос
За несколько месяцев до своей смерти Перантинос подарил 192 своих работ муниципалитету Марписса, остров Парос, который создал в старой школе Марписсы музей скульптуры, дав ему имя Перантиноса
.